# Ufficio per il Kosovo e la Metochia
L'Ufficio per il Kosovo e la Metochia (in serbo Канцеларија за Косово и Метохију?, Kancelarija za Kosovo i Metohiju) è l'ente governativo della Serbia ufficialmente responsabile della provincia autonoma di Kosovo e Metochia.
L'ufficio è stato istituito dal regolamento sull'Ufficio per il Kosovo e la Metochia nel 2012.

## Funzioni
L'ufficio svolge attività professionale per le esigenze del Governo e dei Ministeri competenti relative a: il funzionamento delle istituzioni della Repubblica di Serbia sul territorio del Kosovo e Metochia, in materia di istruzione, salute, politica sociale, cultura, infrastrutture, sistema di autogoverno locale e telecomunicazioni nelle aree serbe del Kosovo, le attività della Chiesa ortodossa serba sul territorio del Kosovo e Metochia, il restauro e la protezione del patrimonio spirituale e culturale, l'assistenza finanziaria, legale, tecnica e del personale in tutti i settori importanti per i serbi e non serbi, comunità sul territorio del Kosovo e Metochia, cooperazione con il Commissariato per i Rifugiati nella parte relativa agli sfollati interni del Kosovo e Metochia, e cooperazione con la missione civile e militare delle Nazioni Unite in Kosovo e Metochia (UNMIK e KFOR) con sede sulla Risoluzione 1244 del Consiglio di sicurezza delle Nazioni Unite.

## Struttura
All'interno dell'ufficio operano i seguenti settori:
- Settore per la protezione legale, il supporto all'autogoverno locale e gli affari legali in materia di proprietà in Kosovo e Metohija
- Settore sviluppo economico, ritorno sostenibile e progetti IPA
- Settore per la cooperazione internazionale e la cooperazione con le missioni internazionali in Kosovo e Metohija
- Settore per l'attuazione degli accordi e il supporto all'ufficiale di collegamento presso la missione dell'Unione Europea a Pristina
- Settore per la cura del patrimonio culturale e cooperazione con la Chiesa ortodossa serba
- Settore dei servizi pubblici e delle politiche sociali in Kosovo e Metohija
- Settore affari generali

Oltre ai settori citati, operano in sede:
- Ufficio dell'Ufficio per il Kosovo e Metohija a Kosovska Mitrovica nell'unità regionale più ampia dell'area del distretto amministrativo per i distretti amministrativi Kosovo-Mitrovica e Peć con sede a Kosovska Mitrovica
- Ufficio dell'Ufficio per il Kosovo e Metohija a Gračanica in un'unità regionale più ampia dell'area del distretto amministrativo per i distretti amministrativi Kosovo, Kosovo-Pomerania e Prizren con sede a Gračanica
- Ufficio di presidenza dell'Ufficio per il Kosovo e Metohija nella regione della Pomerania del Kosovo nell'unità regionale per il distretto amministrativo del Kosovo-Pomerania con sede a Gnjilan
- Ufficio dell'Ufficio per il Kosovo e Metohija a Kraljevo in un'unità regionale più ampia dell'area del distretto amministrativo per i distretti amministrativi di Raški, Šumadija e Rasina con sede a Kraljevo